# エルヴィスサンド
エルヴィスサンド（英: Elvis sandwich）はピーナッツバターとバナナとベーコンを具材とするホットサンドイッチ。エルヴィス・プレスリーの母親グラディスが作った料理で、名前の由来ともなっている。エルヴィスの好物として知られ、「おふくろの味」でもあった。エルビスサンドとも表記される。
アメリカ合衆国では1970年代に知名度が高まった。

## 作り方の例
作り方の例を以下に記す。
1. カットしたバナナをフライパンで焼き目を付ける。
2. ベーコンをフライパンで加熱する。
3. バナナとベーコンをピーナッツバターを塗ったパンでサンドする。
4. サンドしたものをフライパンでバターなどを使って揚げ焼きする。
5. 場合によってはグレープジェリーも加えて良い [3]。

## 栄養価と影響
カロリーが極めて高いことで知られており、漫画『鍋に弾丸を受けながら』ではエルヴィスの死因として挙げられた。また、同作の原作者・青木潤太朗は、デイリー新潮とのインタビューの中で、さすがのアメリカ人も一目で体に悪い食べ物だと理解しており、若い世代からは若干ネタ扱いされていると述べている。とりわけ、エルヴィスの母によるレシピは、ベーコンを焼いた油でパンを揚げる工程が含まれていたため、一番体に悪いと青木は語っている。

## 雑記
- 2021年のテレビドラマ『着飾る恋には理由があって』第5話では横浜流星演じる藤野駿がエルビスサンドイッチを劇中で作っていた[5]。

## 関連
- フールズ・ゴールド・ローフ - エルヴィス・プレスリーが好んだとされる別のサンドイッチ